# Caribeginella
Caribeginella is een geslacht van weekdieren uit de klasse van de Gastropoda (slakken).

## Soort
- Caribeginella flormarina Espinosa & Ortea, 1998